# Sarıçay
Sarıçay (in turco: fiume giallo) è un fiume turco tagliato dalle diga di Geyik e diga di Akgedik. È fiume costiero che scorre nella piana di Milas nella Provincia di Muğla.